# Dietrich Arend
Dietrich Arend fue un deportista alemán que compitió en remo como timonel. Participó en los Juegos Olímpicos de Berlín 1936, obteniendo una medalla de oro en la prueba de dos con timonel.

## Palmarés internacional
| Juegos Olímpicos | Juegos Olímpicos  | Juegos Olímpicos | Juegos Olímpicos |
| Año              | Lugar             | Medalla          | Prueba           |
| ---------------- | ----------------- | ---------------- | ---------------- |
| 1936             | Berlín (Alemania) | Medalla de oro   | Dos con timonel  |